# Belligné
Belligné è un comune francese soppresso e comune delegato del dipartimento della Loira Atlantica nella regione dei Paesi della Loira. Dal 1º gennaio 2016 si è fuso con i comuni di La Chapelle-Saint-Sauveur, La Rouxière e Varades per formare il nuovo comune di Loireauxence.

## Storia

### Simboli
Lo stemma comunale riprende il blasone della famiglia Meslier che governò a lungo sul paese, brisato da una montagnola di sale perché a Lasseron si riuniva un tribunale che applicava la legislazione sul sale in Bretagna. La bordura è trinciata a simboleggiare la posizione di Belligné al confine tra Maine e Loira e Loira Atlantica.

## Società

### Evoluzione demografica
Abitanti censiti